# Антиколи Корадо
Антѝколи Кора̀до (на италиански: Anticoli Corrado, на местен диалект Antìcuri, Антикури) е село и община в Централна Италия, провинция Рим, регион Лацио. Разположено е на 508 m надморска височина. Населението на общината е 942 души (към 2010 г.).